# Fundación Stichting INGKA

Stichting INGKA Foundation

La Fundación Stichting INGKA es una fundación holandesa fundada en 1982 por Ingvar Kamprad, multimillonario sueco y fundador de IKEA, y su abogada corporativa Linnea Walsh. INGKA es una de las fundaciones caritativas más grandes del mundo y solía ser una de las mayores organizaciones sin fines de lucro en el mundo. El nombre "INGKA" proviene de una contracción de su nombre, mientras que stichting es la palabra en neerlandés para fundación. El propósito declarado de la fundación es promover y apoyar la innovación en el campo del diseño arquitectónico e interior. Sin embargo, la organización ha expandido recientemente su agenda filantrópica para dirigirse a los niños en el mundo en desarrollo.

## Dar
En 2011, la fundación donó 65 millones de euros; Sin embargo, en ese año se anunciaron planes para aumentar las contribuciones a unos 100 millones de euros al año, con 40 millones de euros en tres años para ir al campo de refugiados de Dadaab en Kenia, el resto estaría dividido entre agencias de la ONU como UNICEF, ACNUR y El PNUD y Save the Children.

### Crítica
En mayo de 2006, la revista The Economist estimó que la fundación valía 36 000 millones de dólares, convirtiéndola en la institución benéfica más rica del mundo en ese momento; pero afirmó que la fundación «es actualmente también una de las menos generosas». La configuración general de IKEA minimiza los impuestos y la divulgación, genialmente recompensa a la familia fundadora Kamprad y hace IKEA inmune a una toma de posesión.  Tras la publicación del artículo de The Economist, Ingvar Kamprad acudió a los tribunales de los Países Bajos para ampliar los objetivos de la fundación, por lo que se gastaría más dinero en niños del mundo en desarrollo . Antes de esto, los estatutos de la fundación limitaron el propósito de la fundación a la "innovación en el campo del diseño arquitectónico e interior" y había dado una cantidad relativamente pequeña de sus activos al Instituto Tecnológico de Lund .